# Adelog
Adelog (Germania, XII secolo – Hildesheim, 20 settembre 1190) è stato un vescovo cattolico tedesco, vescovo di Hildesheim dal 1171 alla morte.

## Biografia
Difese i diritti della sua chiesa da Enrico il Leone e stabilì con il "Grande Privilegio" i rapporti con il Capitolo.
Promosse la costruzione di monasteri e chiese che rappresentano il momento di maggior sviluppo dell'architettura romanica nella Bassa Sassonia.